# 르윈스키 스캔들

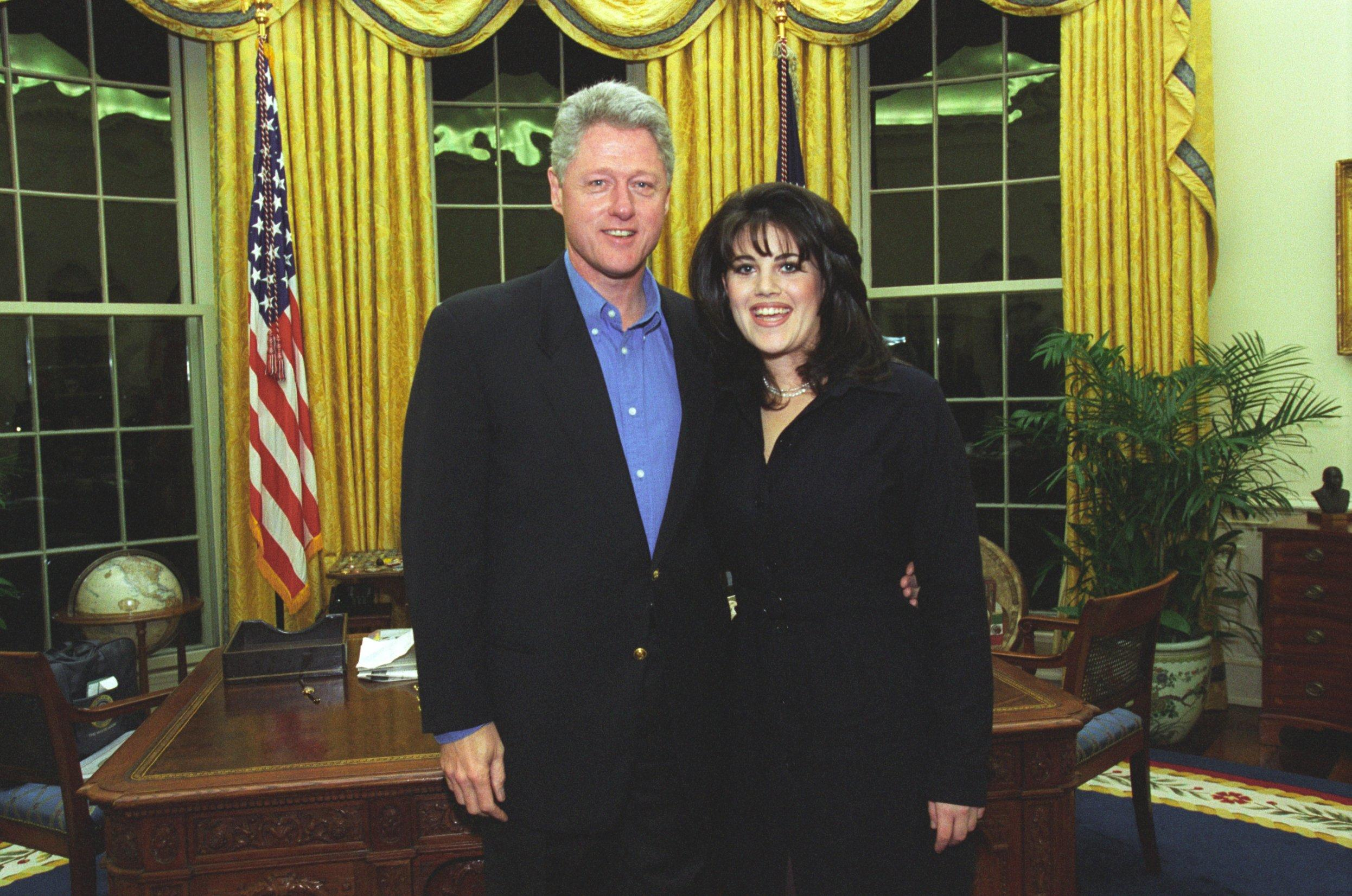
1997년 2월의 클린턴과 르윈스키

르윈스키 스캔들(Lewinsky scandal)은 1995년부터 1997년까지 당시 미국 대통령 빌 클린턴이 백악관 인턴 모니카 르윈스키와 그외 여성들과의 이전까지 벌여온 성 추문이 폭로된 사건이다. 이 사건으로 빌 클린턴은 한때 탄핵의 위기에 직면하기도 했다. 모니카 게이트(Monicagate), 르윈스키 게이트(Lewinskygate), 섹스게이트(Sexgate), 테일게이트(Tailgate), 지퍼게이트(Zippergate) 등으로 불리기도 한다.

## 기타
폭로의 배경에는 미국 공화당이나 일부 보수인사들이 개입되었을 것이라는 의혹만이 제기되었으나 사실여부는 입증하기 어렵다. 모니카 르윈스키의 공개로 그와 만나 관계한 날의 일부가 알려지기도 했다. 르윈스키의 진술에 의하면 그들이 만나 성관계를 맺은 날은 1995년 11월 15일, 1995년 11월 17일, 1995년 12월 31일, 1996년 1월 7일, 1996년 1월 21일, 1996년 2월 4일, 1996년 3월 31일, 1997년 2월 28일, 1997년 3월 29일이다.